# Пластун (клипер, 1856)
«Пластун» (старое написание  «Пластунъ») — парусно-винтовой клипер шестипушечного ранга Русского императорского флота. Является четвёртым клипером типа «Разбойник» построенным в Архангельске («Разбойник», «Стрелок», «Джигит», «Пластун», «Опричник» и «Наездник»). Эти корабли стали первыми в России паровыми судами-крейсерами.
«Пластун» зачислен на службу на Балтике, затем переведён на Дальний Восток России. Во время возвращения в Кронштадт уже на Балтике погиб при взрыве крюйт-камеры. На Тихом океане экипаж корабля внёс большой вклад в изучение Приморья — его именем названы несколько географических объектов на побережье Японского моря.

## Проект
В марте 1855 года главный командир Архангельского порта вице-адмирал С. П. Хрущов предложил Морскому министерству построить на Белом море несколько винтовых пароходов. Теоретический чертёж клипера был рассмотрен Кораблестроительным и учётным комитетом в 1855 году. Летом этого же года начальник Адмиралтейских Ижорских заводов инженер-генерал А. Я. Вильсон получил от главы Морского ведомства Великого князя Константина Николаевича письмо на предмет возможности изготовления шести паровых машин высокого давления по 120 сил каждый для винтовых кораблей и отправки их в Архангельск в разобранном виде для сбора на месте с окончательным сроком до марта 1856 года. 2 сентября 1855 года документы по паровым машинам были направлены для исполнения управляющему Кораблестроительным департаментом Морского министерства капитану 1-го ранга М. Д. Тебенькову с припиской: «Назначение вышеупомянутых механизмов не должно ни под каким видом быть оглашено, а оставаться известным только Вашему Превосходительству». Общее техническое руководство проекта осуществил член Пароходного комитета капитана 2-го ранга И. А. Шестаков, а чертежи судов разработал поручик корпуса корабельных инженеров А. А. Иващенко По списку судов флота от 12 сентября 1855 года строящиеся корабли были записаны как винтовые лодки. В этот же день копии чертежей департамент направил Главному командиру Архангельского порта с предписанием немедленного начала постройки, и уже 24 сентября приступили к резке металла для корпусных конструкций и заготовке прочих материалов. В октябре адмирал С. П. Хрущов сообщил: «С получением теоретического чертежа, для построения здесь шести клиперов, разбивка на плазе сделана, лекала приготовлены, кили и штевни связаны и для наборных членов леса выправлены. Для закладки клиперов в Большом адмиралтействе, на трех некрытых и одном крытом эллинге стапель-блоки положены, а также старые два эллинга в Среднем адмиралтействе исправны и в них стапель-блоки также на местах; теперь оканчиваются работаю спусковые фундаменты, но самую постройку клиперов за неполучением практических чертежей требуется приостановить. Уведомляя об этом Кораблестроительный департамент, прошу поспешить присылкою сюда практических чертежей означенных клиперов или корветов и чертежа вооружения их». 28 октября 1855 года приступили к производству машин. За их постройкой наблюдал инженер-механик капитан Говорливый. С декабря 1855 года наблюдающим за постройкой кораблей от морского флота стал капитан 2-го ранга А. А. Попов. Он привёз чертёж кормы с деревянным рулем и рудерпостом, хотя сначала предполагалось изготовить их из железа, а также новый чертёж устройства колодца для подъема винта — так как он оказывает значительное замедление хода во время движения под парусами, то было решено убирать его в специальную шахту. 1 января 1856 года А. А. Попов подал Главному командиру порта докладную записку с предложениями усовершенствования конструкции корпуса, рангоута и иного расположения внутренних помещений. По ходу проекта была изучена возможность увеличения мощности паровой машины, и было принято решение о применении трёх паровых котлов того же размера вместо двух. И 1 февраля 1856 года начальник Ижорских заводов получил указание к производству дополнительных котлов с необходимыми переделками в машинах.

## Постройка
«Пластун», как и остальные корабли проекта, был заложен в Архангельске 5 января 1856 года на четвёртом от севера эллинге Большого адмиралтейства. Закладку корпусов произвели старший корабельный инженер порта полковник корпуса корабельных инженеров А. Т. Загуляев и младший инженер поручик корпуса корабельных инженеров В. П. Василевский. 15 марта руководство Ижорских заводов получило распоряжение о доставке в Кронштадт механизмов на два клипера, а для третьего только котлы. Остальные механизмы следовало отправить в Кронштадт в течение лета 1856 года. По распоряжению управляющего Морским министерством от 9 июня 1856 года строящиеся корабли были классифицированы как винтовые клипера, приравненные по рангу к корветам. Машины для клиперов поступали в разобранном виде — по двадцать частей массой от 330 до 2550 кг, а паровые котлы — по девять, массой от 570 до 3000 кг. Суммарная масса машины, гребного вала и гребного винта достигала 33,7 тонн. Кроме машин, на Ижорских заводах изготавливали камбузные плиты, морские помпы, иллюминаторы и прочие дельные вещи. В июне для комплектования команд клиперов прибыли моряки-черноморцы, ранее участвовавшие в обороне Севастополя. Спуск на воду состоялся 23 июня. При спуске использовался балласт весом 2200 пудов (36 тонн) для имитации паровой машины. 29 июля «Пластун», «Разбойник», «Стрелок», «Джигит» вышли под парусами, и в начале сентября прибыли в Кронштадт. Данный переход показал отличные мореходные качества клиперов, но недостаточность текущего парусного вооружения типа трехмачтовой гафельной шхуны, и необходимость его усиления до типа баркентина. Далее их разоружили и на зиму поставили в доки для установки механизмов и паровых машин, доставленных с Ижорских заводов, а при участии капитана 1-го ранга А. А. Попова был разработан новый чертёж парусности. В ходе постройки было пересмотрено использование данных кораблей для крейсерских операций на Дальневосточных коммуникациях. В рапорте от 14 сентября командир «Пластуна» капитан-лейтенант А. М. Станюкович писал: «… клипер обладает всеми качествами отличного мореходного судна. Остойчивость и плавучесть его поразительны: крен при свежем ветре и полных парусах до 4 ? градуса; при большом океанском волнении не было толчка ни в нос, ни в корму … Ход полным ветром удовлетворителен: при риф-марсельном ветре клипер бежал по 11 1/2 узла; в бейдевинд же должно ожидать лучшего … Поворот через фордевинд хорош и покоен, оверштаг же затруднителен и не всегда верен. Недостаток этот положительно можно отнести к парусам … Полагаю паруса решительно переправить и сделать фоковый марсель и брам-сель, они дали бы возможность всегда быть уверенными в поворотах оверштаг, а увеличивши этим площадь парусов прибавили бы ход в бейдевинд …»
Для установки котлов и окончательного монтажа машин «Пластун» ввели в старый док Петра I. Весной 1857 года «Пластун», «Разбойник», «Стрелок» и «Джигит» были выведены из доков и вооружены, после чего они вступили в кампанию.

## Служба

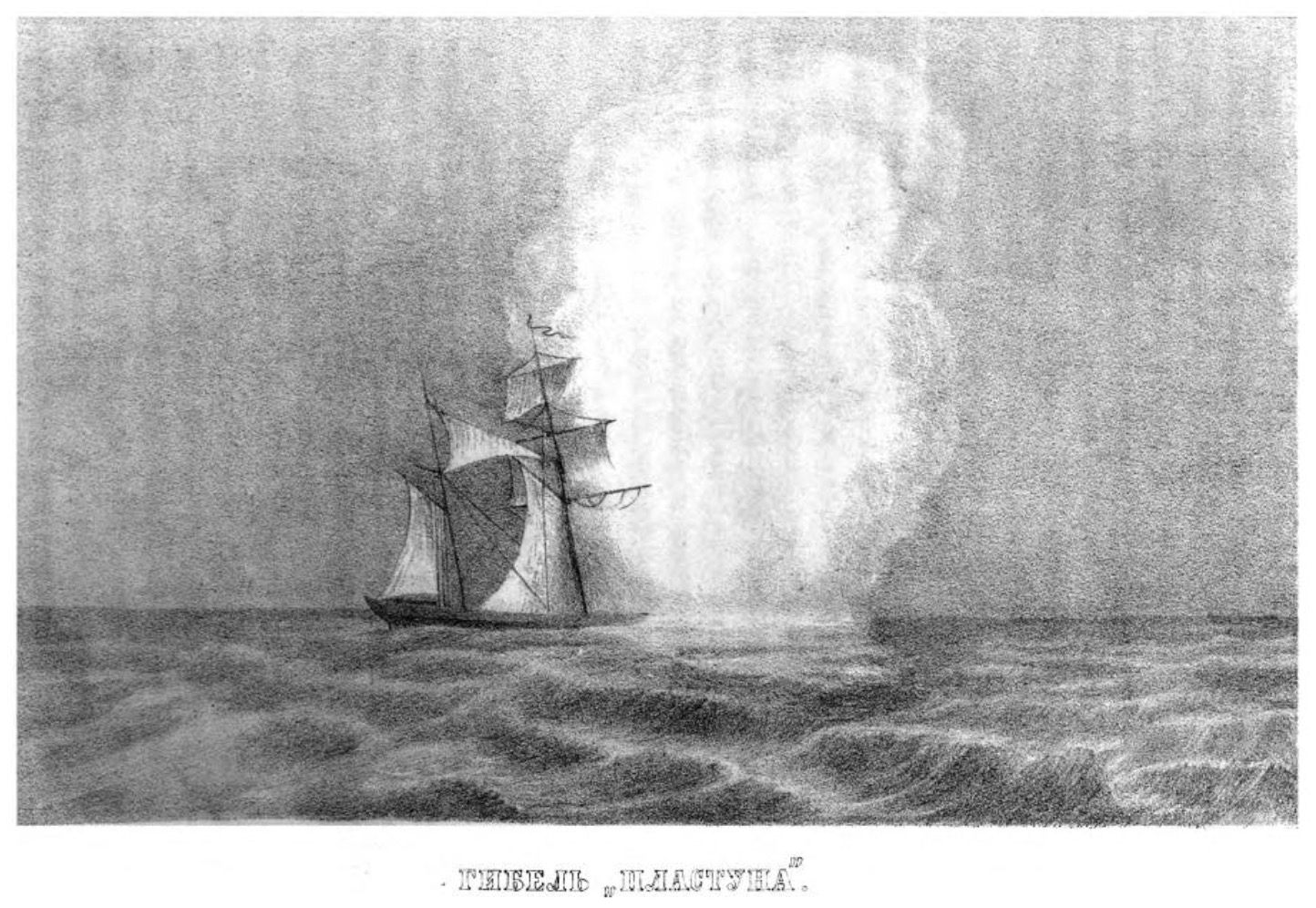
Гибель «Пластуна». Рисунок А. В. Вышеславцева, 1867 год

В 1857 году капитан 1-го ранга Д. И. Кузнецов возглавил 1-й Амурский отряд винтовых судов отправляющихся на Дальний Восток России. В отряд были включены «Воевода» (капитан-лейтенант Ф. Я. Брюммер, брейд-вымпел начальника отряда), «Боярин» (капитан 2-го ранга А. П. Гревенс), «Новик» (капитан-лейтенант Ф. Г. Стааль 2-й), «Джигит» (капитан-лейтенант барон Г. Г. Майдель), «Пластун» (капитан-лейтенант Мацкевич, старший офицер лейтенант барон Дистерло), «Стрелок» (капитан-лейтенант И. И. Федорович) и транспорт Русско-американской Компании «Император Николай I». Штаб Д. И. Кузнецова располагался на «Воеводе» (секретарь начальника отряда, коллежский асессор барон А. Е. Врангель, дежурный штаб-офицер лейтенант Давыдов, старший штурманский офицер подпоручик Казаков). На борт «Пластуна» был принят и будущий начальник гидрографической экспедиции Балтийского моря Е. В. Березин.
Переход отряда осуществлялся раздельно. 19 сентября (1 октября) 1857 года первыми на Дальний Восток России через мыс Доброй Надежды вышли «Пластун», «Стрелок» и «Джигит». В Шербуре на всех трёх клиперах на нижних реях были сделаны железные бейфуты, что позволило более круто идти к ветру. На выходе из порта сорвало вельбот с носовой шлюп-балки и разбило его. Из-за этого происшествия на всех клиперах вельботы стали поднимать выше, чтобы волны их не доставали. В походе капитан 1-го ранга Д. И. Кузнецов отмечал: «Во всех портах иностранные морские офицеры любовались наружным видом клиперов … Образование носовых линий превосходное, корветы и клиперы свободно разрезают воду, не претерпевают ударов в носовую часть и на волнение всходят легко. „Джигит“, имея два паровых котла, никогда не уступал в ходу прочим судам отряда с тремя котлами, между тем топлива брал на семь дней, когда прочие клиперы имеют его не более чем на четыре или пять дней. При 24 фунтах пара (1,68 атмосферы) ход был шесть узлов (11,1 км/ч), а при 45 (3,15 атмосферы) доходил до восьми — девяти (14,8-16,7 км/ч). Большая часть перехода осуществлялась под парусами. …».
Стоя в Саймонс-Бэй на мысе Доброй Надежды, 28 апреля (10 мая) 1858 года пришёл на рейд «Воевода». После пополнения запасов, корабли покинули рейд 25 мая, планируя пройти Индийский океан по дуге Великого Круга, но из-за усилившейся течи на «Пластуне», пошли по параллели 37° 30'. Обогнув острова Амстердам и Святого Павла, 6 июля они встретили транспорт «Японец», совершавший свой переход к устью Амура из Нью-Йорка. По прибытии в Гонолулу, командир корабля капитан-лейтенант Мацкевич был срочно отправлен в Санкт-Петербург, а на его должность А. А. Попов назначил старшего офицера лейтенанта барона Дистерло. На должность старшего офицера был назначен лейтенант Розенберг. 28 июня (10 июля) 1858 года отряд пришёл в Гонконг, где Д. И. Кузнецов получил распоряжение от вице-адмирала графа Е. В. Путятина отправить клиперы «Стрелок» и «Пластун» в Печелийский залив, а сам с оставшимися кораблями отряда идти к Де-Кастри. Но «Пластун», по причине ряда неисправностей был отправлен в Кантон (ныне Гуанчжоу) и введён в док Вампоа для их исправлений. В залив Де-Кастри (ныне залив Чихачёва) корвет прибыл 5 августа 1858 года. Переход составил 321 день, из которых 190 дней ходовых и 131 день стоянок. Позже, корабельный врач А. В. Вышеславцев опубликовал путевые заметки о данном переходе.
Из Де-Кастри «Пластун» отправился в Гонконг в распоряжение вице-адмирала графа Е. В. Путятина. С 19 сентября по 3 ноября 1858 года по распоряжению графа «Пластун» отправился в военный пост в залив Владимира для получения там продовольствие для фрегата «Аскольд», но продовольствия там не оказалось. Встретившись с корветом «Воевода» оба корабля перешли в залив Святой Ольги, а затем «Пластун» ушел в Хакодате на ремонт и зимовку. За время зимовки по распоряжению А. А. Попова клипер был перевооружен — на нём укоротили бизань-мачту, удлинили бушприт и оснастили грот-мачту прямыми парусами, тем самым парусное вооружение клипера стало по типу барк. Данное вооружение оказалось наиболее удачным для всех архангельских клиперов.
7 (19) июня 1859 года Генерал-губернатор граф Н. Н. Муравьёв-Амурский поднял свой флаг на пароходо-корвете «Америка» для осуществления визитов в Южные гавани Приморья для встречи там с экспедицией К. Ф. Будогосского и сбора новых сведений; в Империю Цин к генерал-майору Н. П. Игнатьеву для переговоров с властями Цинской империи об уточнении пограничной линии определённой Айгунским договором; и в Эдо (ныне Токио) для переговоров и решения «Сахалинского вопроса». В сопровождение «Америке» были определены: «Пластун», «Боярин», «Воевода», «Стрелок» и транспорт «Японец». Местом сбора отряда стал порт Хакодате, куда корабли начали прибывать с 11 июня. В Японии состав отряда пополнился клипером «Джигит», ранее находившийся в распоряжении Российского консула в Японии. 15 июня корабли двумя группами (первая: «Америка» под брейд-вымпелом графа Н. Н. Муравьева-Амурского, «Воевода», «Японец» во время перехода к первой группе присоединился транспорт «Манджур» с экспедицией В. М. Бабкина и вторая: «Пластун», «Боярин», «Стрелок», «Джигит») отправились к Южным гаваням Приморья, описывая острова, бухты, заливы и производя съёмку береговой линии. 20 июня в Новгородскую гавань (ныне залив Посьета), где уже находились «Америка» и «Воевода», подошла вторая группа кораблей. Несколько дней экипажи всех кораблей произвели промер глубин у входа в гавань, и провели наблюдения за приливами и отливами. 25 июня (7 июля) 1859 года корабли ушли из залива в Империю Цин. Далее экипажем клипера были произведены гидрографические работы и опись побережья от Императорской Гавани (ныне Советская Гавань) до залива Де-Кастри. По прибытии в Николаевск клипер стал на ремонт. За время службы на Дальнем Востоке экспедицией на «Джигите» и «Пластуне» была составлена лоция побережья от Владивостока до Императорской гавани. В августе 1859 года «Пластун», «Новик» и «Рында» в составе отряда боевых кораблей под командованием капитана 1-го ранга А. А. Попова отправились в обратный путь на Балтику через Магелланов пролив.
Миновав Магелланов пролив, отряд отправился в Монтевидео, где «Пластун» с 22 апреля по 5 мая 1860 года прошёл килевание для устранения течи. При возвращении из кругосветного путешествия в Балтийском море 18 августа 1860 года паровой клипер «Пластун» Российского императорского флота после взрыва порохового погреба затонул в течение двух минут, около 5 часов вечера к востоку от острова Готланд (Швеция) на расстоянии 17½ морской мили на юго-восток от маяка Форё в Балтийском море; погибли 75 членов экипажа, 35 человек выжили. Вот как об этом сообщалось:

«16 августа отряд вышел из Копенгагена. На ходу под парусами, со скоростью 10 узлов, 18 августа, в 5 час. 8 мин. пополудни, последовал на клипере „Пластун“ пороховой взрыв в крюйт-камере и после того клипер, пробыв на воде не более 3-х минут, пошел ко дну. Несчастье это совершилось в широте 57° 45/ N, долготе 20° 5' О от Гринвича, на глубине по карте 70 сажен. При этом погибли командующей клипером лейтенант барон Дистерло, лейтенант Розенберг, лейтенант Гаврилов, мичман Леман, прапорщики корпуса штурманов Евдокимов и Кочетов, вольный механик Гольм и 68 нижних чинов. Для подания помощи погибавшим, были спущены немедленно с корветов „Рында“ и „Новик“ 3 катера, вельбот и четверка, которыми спасены: лейтенант Литке, мичмана Кнорринг и Березин, врач Иогансон и 31 чел. нижних чинов.»
Из числа спасённых 5 матросов имели значительные ожоги и травмы, от которых один вскоре скончался. Расследование показало, что корабль погиб от взрыва в крюйт-камере, в которой в это время производились работы по устранению ранее выявленных недостатков. Комиссия рассматривала версии конструктивных недостатков устройства крюйт-камеры, небрежности в её содержании и при производстве работ в ней, умышленный взрыв её кондуктором Савельевым (который, как оказалось, был доведён ежедневными придирками, издевательствами и телесными наказаниями со стороны командира и старшего офицера корвета до отчаяния и уже был объявлен приказ сразу после окончания работ в крюйт-камере в очередной раз выпороть Савельева линьками). Однако в итоговом докладе императору версия умышленного взрыва, как и вскрывшийся царящий на «Пластуне» произвол и злоупотребление командира жестокими и унизительными телесными наказаниями, даже не упоминались, а взрыв объяснялся «несчастием по неосторожности, вследствии бывшего … беспорядка по содержанию артиллерийской части».
Команда на момент гибели клипера
- командир лейтенант барон Дистерло
- старший офицер лейтенант Розенберг
- лейтенант Гаврилов
- лейтенант К. Ф. Литке
- мичман Березин
- мичман барон Кноринг
- мичман В. П. Леман
- прапорщик корпуса флотских штурманов Евдокимов
- прапорщик корпуса флотских штурманов Кочетов
- артиллерийский кондуктор унтер-офицер Фёдоров
- кондуктор Савельев (содержатель крюйт-камеры)
- вольный механик Гольм
- врач Иогансон
- боцман Ларионов
- 97 человек нижних чинов

Клипер «Пластун» исключён из списка судов Русского императорского флота 3 сентября 1860 года.

## Память
- бухта Пластун — вдается в западный берег залива Рында между мысами Асташева и Якубовского описана и названа в 1859 году экипажем клипера «Пластун» в честь своего корабля.
- посёлок Пластун — образован в 1903 году на северо-западном берегу бухты Пластун под названием Филаретовка, переименован в 1926 году.
- река Пластунка — впадает в бухту Пластун.
- картина «Гибель клипера „Пластун“», художник В. Шиляев